# Of the Wand & the Moon
 Of The Wand & The Moon je danska neofolk glasbena skupina Kima Larsena in ostalih glasbenikov, ki gostujejo pri tem projektu. 

## Pregled
Kim Larsen je imel najprej glasbeno skupino Saturnus, ki je preigravala metalsko glasbo, kasneje pa je začel ustvarjati drugačno glasbo bližje neofolk žanru.
Leta 1999 je izšel prvi album Of the Wand & The Moon z naslovom Nighttime Nightrhymes. Naslednji album z naslovom Emptiness:Emptiness:Emptiness je izšel leta 2001. Skupen album so izdali s skupino Sol Invictus, nato pa leta 2003 samostojni album Hail Hail Hail.
Najboljše kritike je skupina požela z albumom The Lone Descend iz leta 2011, ki velja za enega najboljših neofolk albumov. 

## Diskografija
| Leto | Naslov                             | Format, Opombe                                                                          |
| ---- | ---------------------------------- | --------------------------------------------------------------------------------------- |
| 1999 | Nighttime Nightrhymes              | LP/CD                                                                                   |
| 2000 | Sól Ek Sà                          | 7"                                                                                      |
| 2000 | Midnight Will                      | 10", zgolj 666 izvodov                                                                  |
| 2001 | Emptiness:Emptiness:Emptiness:     | LP/CD                                                                                   |
| 2001 | Bringing Light And Darkness        | 12", skupaj s Sol Invictus. Omejena izdaja 500 izvodov                                  |
| 2001 | My Black Faith                     | 7"                                                                                      |
| 2001 | I Crave For You                    | 7", omejena izdaja 1000 izvodov                                                         |
| 2003 | Lucifer                            | LP/CD, B-strani singlov in posnetki seans :E:E:E:                                       |
| 2003 | :1998 - 2003: Box                  | Komplet, omejena izdaja 500 izvodov. Vsebuje izdaje vseh prejšnjih albumov na vinilkah. |
| 2005 | Hail Hail Hail                     | 7"                                                                                      |
| 2005 | Sonnenheim                         | LP/CD                                                                                   |
| 2011 | The Lone Descent                   | LP/CD                                                                                   |
| 2012 | Live At The Lodge Of Imploded Love | CD/DVD, posnetki v živo na The Lodge Of Imploded Love poleti 2011                       |
| 2013 | Shall Love Fall From View?         | 7", omejena izdaja 500 izvodov na črnem vinilu                                          |